# Теннисный чемпионат Дубая 2008

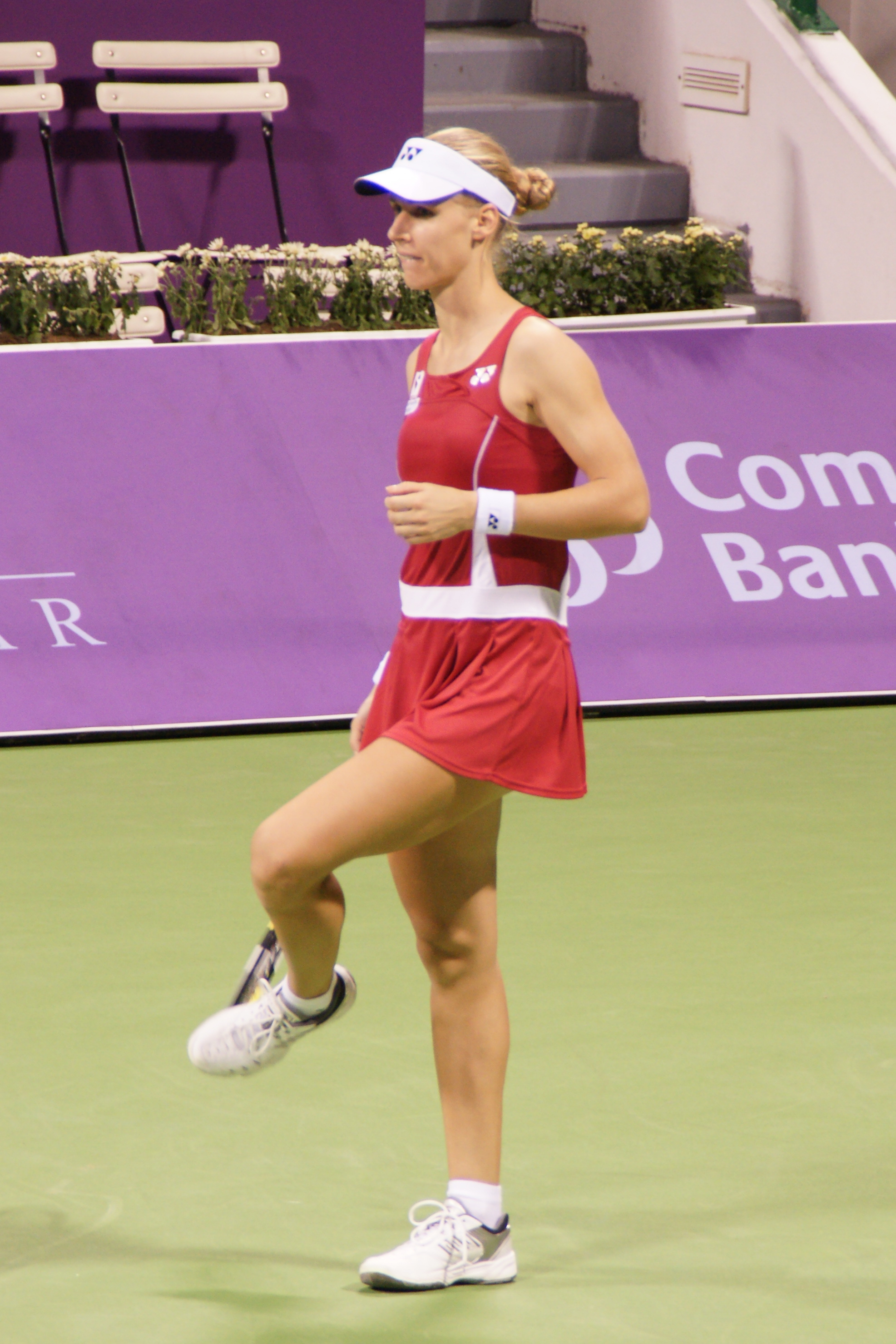
Елена Дементьева — победительница одиночного соревнования среди женщин.

Теннисный чемпионат Дубая 2008 — ежегодный профессиональный теннисный турнир в международной золотой серии ATP для мужчин и 2-й категории WTA для женщин.
Соревнования проводилось на открытых хардовых кортах в Дубае, ОАЭ. Мужчины выявили лучших в 16-й раз, а женщины — в 8-й.
Турнир прошёл с 25 февраля по 8 марта 2008 года: первую неделю лучшую выявляли женщины, а вторую — мужчины.
Прошлогодние победители:
- мужчины одиночки —  Роджер Федерер
- женщины одиночки —  Жюстин Энен
- мужчины пары —  Фабрис Санторо /  Ненад Зимонич
- женщины пары —  Кара Блэк /  Лизель Хубер

## Соревнования

### Мужчины одиночки
Энди Роддик обыграл  Фелисиано Лопеса со счётом 6-7(8), 6-4, 6-2.
- Роддик выигрывает свой 2й турнир в году и 25й за карьеру в туре.
- Лопес уступает свой 4й финал за карьеру в туре.

### Женщины одиночки
Елена Дементьева обыграла  Светлану Кузнецову со счётом 4-6, 6-3, 6-2.
- Дементьева выигрывает свой 1й турнир в году и 9й за карьеру в туре.
- Кузнецова уступает свой 14й финал за карьеру в туре.

### Мужчины пары
Махеш Бхупати /  Марк Ноулз обыграли  Мартина Дамма /  Павла Визнера со счётом 7–5, 7–6(7).
- Бхупати выигрывает свой 2й турнир в году и 43й за карьеру в туре.
- Ноулз выигрывает свой 2й турнир в году и 49й за карьеру в туре.

### Женщины пары
Кара Блэк /  Лизель Хубер обыграли  Янь Цзы /  Чжэн Цзе со счётом 7–5, 6–2.
- Блэк выигрывает свой 2й турнир в году и 38й за карьеру в туре.
- Хубер выигрывает свой 2й турнир в году и 26й за карьеру в туре.